# Eleição legislativa de Hong Kong em 2004
A eleição do Conselho Legislativo de Hong Kong de 2004 foi realizada em 12 de setembro de 2004 para os membros do Conselho Legislativo de Hong Kong (CoLeg). A eleição elegeu trinta membros de círculos eleitorais geográficos eleitos diretamente e trinta membros de círculos eleitorais funcionais, dos quais onze não tiveram oposição.
Um número sem precedentes de 3,2 milhões de pessoas se registraram para votar na eleição. A taxa de participação foi de 55,6%, um número sem precedentes, com 1.784.406 eleitores a votar, superando o recorde anterior estabelecido em 1998 em duzentos mil votos. Embora os candidatos da oposição pró-democracia tenham conquistado novos assentos na legislatura, seus ganhos ficaram aquém das expectativas.
Nos círculos eleitorais geográficos, os candidatos do campo pró-democrático garantiram 60% dos assentos nos setores geográficos da eleição, conquistando dezoito assentos (contra dezessete) nesta categoria e 62% do voto popular. Por outro lado, os candidatos pró-Pequim e pró-negócios obtiveram maiores ganhos, conquistando doze cadeiras eleitas diretamente (contra sete). Nos círculos eleitorais funcionais que o campo pró-democrático tentou abolir, o campo obteve mais ganhos (de cinco para sete assentos).
No geral, os democratas conquistaram 25 cadeiras e o campo pró-governo 35 cadeiras. Os projetos de lei iniciados pelo governo ainda podem ser aprovados apenas com apoio pró-governo, mas os projetos de lei originados pelos membros não podem ser aprovados sem apoio democrático, uma vez que esses projetos exigem maiorias absolutas em cada setor (geográfico e funcional) do legislativo. Emendas constitucionais exigem dois terços dos votos e, portanto, também exigem apoio do campo democrata.
Apesar do aumento no número de assentos recuperados por distritos eleitorais geográficos e do comparecimento recorde, o Partido Democrata perdeu o status de maior partido político no Conselho Legislativo para a Aliança Democrática para a Melhoria de Hong Kong (DAB), pró-governo, que garantiu doze assentos, incluindo os dois membros que concorreram sob a bandeira da Federação de Sindicatos de Hong Kong, e o Partido Liberal, pró-negócios, que garantiu dez assentos, tornando-se apenas o terceiro maior partido. Alguns atribuíram o fraco desempenho do campo pró-democrático a erros de cálculo tático na alocação de votos. Isso não foi ajudado por alguns escândalos pessoais dos partidos democráticos.
Os partidos pró-Pequim e pró-negócios conseguiram manter a maioria na legislatura. No entanto, os candidatos pró-democracia mantiveram o limite para bloquear mudanças, se necessário, na Lei Básica de Hong Kong, já que é necessária uma votação de dois terços para a emenda. O atual Conselho Legislativo também viu a entrada de membros mais radicais do campo democrático.